# 芭芭拉·布什 (1981年)
芭芭拉·皮爾斯·布什（英語：Barbara Pierce Bush，1981年11月25日—），前美国第一千金，也是历任美国第一家庭裡的唯一双胞胎子女。

## 生平
她在1981年11月25日於達拉斯的貝勒大學醫學中心出生，是美國總統喬治·沃克·布殊与夫人劳拉·威尔士·布什的双胞胎女儿中的姐姐，孪生妹妹是珍娜·布希·海格，生於父母的家乡德克萨斯州，她在一家人在達拉斯居住，早年在達拉斯度過的，2000年她在達拉斯一間學校完成學業之後，就是在耶魯大學讀書，現在居於美国纽约市。